# Museo Pablo Casals
El Museo Pablo Casals es troba en el districte històric del Vell San Juan a San Juan de Puerto Rico. Està ubicat en una casa colonial de la Plaça de San José.
Està dedicat al violoncel·lista Pau Casals (1876-1973), el qual va viure els últims 17 anys de la seva vida en aquesta ciutat, on va acabar la seva obra mestra, El Pessebre. Consta de la biblioteca i la cintateca del músic, així com el seu piano, violoncel i objectes personals. El administra la Corporació de les Artes Musicales, que també gestiona el Festival Casals de Puerto Rico.
Des del 8 de maig de 2015 disposa d'una seu a la Casa Pilar Defilló, a Mayagüez, on va néixer la seva mare Pilar Defilló Amiguet.